# Sit (isola)
Sit o Zit (in croato Sit) è un'isola disabitata della Croazia situata nel mare Adriatico tra Pasmano e Zut; appartiene all'arcipelago delle isole Incoronate e amministrativamente al comune Morter-Incoronate, nella regione di Sebenico e Tenin.

## Geografia
Sit si trova a circa 2,4 km dalla costa di Pasmano e 3,3 km circa a nord-est di Zut, da cui è separata dal canale di Sit (Sitski kanal). Ha una forma allungata (circa 3,6 km di lunghezza per 0,5 km di larghezza massima) con una sola piccola baia nella parte nord-orientale (uvala Pahaljica). Ha una superficie di 1,77 km², uno sviluppo costiero di 9,068 km ed un'altezza massima di 84 m nella parte meridionale (Veli vrh); la collina Vlašić nella parte centrale misura 78,2 m; a nord-ovest la collina Borovac ha un'altezza di 60,2 m. La sua punta meridionale si chiama punta Scrovada (rt Sit o Škrovada). L'isola è circondata da isolotti e scogli.

### Isole adiacenti
- Sitno (Šćitna), isolotto situato a sud-est, a circa 430 m.
- Gangarol (Gangarol), situato a sud-est, al di là di Sitno.
- Tre scogli a sud (tra Sit e Zut): 
  - Rauna Secca[9], Rasnizica[5][6] o Rauna Sicca[10] (Ravna Sika), ha una superficie di 0,01 km²[1], uno sviluppo costiero di 0,4 km[1] ed è alto 5,9 m[2]; è situato circa 1,6 km[2] a sud-ovest di punta Scrovada 43°54′22″N 15°17′38″E.
  - Scoglio Baba[11], Babba[10] o Babla[5][6] (hrid Baba), piccolo e rotondo, ha un'area di 2818 m²[12]; si trova 700 m a sud-est di Rauna Secca 43°54′04″N 15°18′08″E.
  - Scoglio Did[5][6][10][13] (hrid Did), situato circa 1,3 km[2] a sud-est di Rauna Secca; ha un'area di 4414 m²[12], uno sviluppo costiero di 244 m[12] ed è alto 6,9 m[2] 43°53′44″N 15°18′20″E.
- Boronigo[3][14] o Gorovnik[10] (Borovnik), isolotto di forma triangolare, misura circa 220 m[2], ha una superficie di 0,033 km²[12], uno sviluppo costiero di 725 m[12] e un'altezza di 24 m, si trova a ovest, a circa 190 m di distanza 43°55′37″N 15°17′16″E.
- Brisgnago (Brušnjak), situato al di là di Boronigo.
- Scoglich[10] (Pelin), piccolo scoglio rotondo 340 m a nord-ovest di Brusgnacco;  ha un'area di 2784 m²[12] e l'altezza di 3 m[2] 43°55′33″N 15°16′32″E.
- Curba Piccola (Kurba Mala), ad ovest, a circa 1,4 km[2].
- Busikovaz[10] o Lazzaretto[5][6] (Božikovac), scoglio rotondeggiante, misura circa 130 m[2], ha un'area di 0,0109 km²[12], uno sviluppo costiero di 393 m[12] e l'altezza di 9,8 m[2]; si trova circa 2,4 km ad ovest della parte settentrionale di Sit e 630 m a nord-ovest di Curba Piccola 43°55′57″N 15°15′09″E.
- Isolotti Balabra (Balabra Velika e Balabra Mala), a nord-ovest della punta settentrionale di Sit.

### Cartografia
- (HR) Mappa topografica della Croazia 1:25000, su preglednik.arkod.hr. URL consultato il 27 febbraio 2017.
- G. Giani, Carta prospettiva delle Comuni censuarie della Dalmazia, foglio 2, 1839. Fondo Miscellanea cartografica catastale, Archivio di Stato di Trieste.
- Carta di cabottaggio del mare Adriatico, foglio VII, Milano, Istituto geografico militare, 1822-1824. URL consultato il 17 febbraio 2017 (archiviato dall'url originale il 13 aprile 2013).